# 1033
Het jaar 1033 is het 33e jaar in de 11e eeuw volgens de christelijke jaartelling.

## Gebeurtenissen
- 2 februari - Keizer Koenraad II ("de Saliër") houdt een bijeenkomst in Payerne (huidige Zwitserland) en laat zich tot koning van Bourgondië kronen. Hij vermijdt een directe confrontatie met zijn rivaal Odo II (of Eudes) en claimt de heerschappij over het koninkrijk Bourgondië, dat geannexeerd wordt bij het Heilige Roomse Rijk.[1]
- Hertog Oldřich van Bohemen wordt door Koenraad II gevangengenomen en afgezet. Zijn broer Jaromír komt terug aan de macht.
- Boudewijn IV van Vlaanderen belegert en verwoest de burcht van Ename.
- In Fez vindt een grootschalige pogrom tegen Joden plaats.
- 27 juni - Zonsverduistering over Europa.
- Voor het eerst genoemd: Presles
- Bar: Frederik III van Lotharingen opgevolgd door zijn zuster Sophia
- Bohemen: Oldřich opgevolgd door zijn broer Jaromír
- katapanaat van Italië: Michael Protospatharios opgevolgd door Constantinos Opos
- Opper-Lotharingen: Frederik III opgevolgd door Gozelo I, hertog van Neder-Lotharingen

## Geboren
- Donald III, koning van Schotland (1094-1097)
- Anselmus, aartsbisschop van Canterbury en filosoof (jaartal bij benadering)
- Geertruida van Saksen, echtgenote van Floris I van Holland (jaartal bij benadering)
- Theobaldus van Provins, Frans kluizenaar (jaartal bij benadering)

## Overleden
- Frederik III, hertog van Opper-Lotharingen (1027-1033)